# Anar-e Shirin-e Seh
Anar-e Shirin-e Seh (in persiano انارشيرين3‎, anche scritto Anār-e Shīrīn-e Seh; anche conosciuto come Anār-e Shīrīn) è un villaggio nel distretto rurale di Maskun, Jebalbarez, Jiroft County, Kerman, Iran.
Al censimento del 2006 la sua popolazione era di 42 abitanti, suddivisi in 12 famiglie.